# Luton Town Football Club
Il Luton Town Football Club, meglio noto come Luton Town, è una società calcistica inglese con sede nella città di Luton, nella contea del Bedfordshire. Milita in Football League One, la terza divisione del calcio inglese.

## Storia
Il club nacque l'11 aprile 1885 dalla fusione di due squadre preesistenti, il Luton Wanderers ed il Luton Excelsior. Nel 1894 fu fra i membri fondatori della Southern League, campionato alternativo alla Football League per le squadre del sud dell'Inghilterra. Tuttavia nel 1897 fu ammesso alla Football League, dove rimase fino al 1900, per tornare alla Southern League.
Nel 1920 fu riammesso alla Football League, entrando a far parte della Third Division, che vinse nel 1937 ottenendo la promozione alla Second Division dopo vari tentativi falliti.
Nel 1939 il campionato fu sospeso con la squadra prima in classifica dopo 3 giornate, ma si dovette attendere nel 1955 per la prima promozione in First Division. Nel 1959 arrivò alla miglior prestazione in FA Cup, con la finale persa contro il Nottingham Forest, mentre in campionato non andò oltre l'ottavo posto del 1957.
Nel 1960 la squadra fu retrocessa in virtù dell'ultimo posto ottenuto e finì in caduta libera fino alla Fourth Division, ove militò fra il 1965 ed il 1968, quando vinse il campionato riprendendo la salita verso la prima divisione, in cui militò ancora una stagione, nel 1974-1975.
Fino al 1982 militò ancora fra i cadetti, prima di giocare per dieci stagioni consecutive in First Division e di centrare il settimo posto (primato del club) nel campionato 1986-1987. L'anno seguente arrivò l'unico successo nella storia della squadra, la League Cup, nella finale contro l'Arsenal. La partita era sul 2-1 quando Nigel Winterburn fallì un rigore e, a sette minuti dal termine, il Luton Town riuscì ad andare a segno per due volte consecutive, conquistando sorprendentemente il trofeo. Non disputò tuttavia la Coppa UEFA, a causa della squalifica nelle coppe europee inflitta alle società inglesi dopo la strage dell'Heysel del 1985.
Retrocesso nel 1992, sprofondò ancora in quarta serie nel campionato 2001-02, arrivando tuttavia a vincere il Football League One nel 2005, per rientrare fra i cadetti del Football League Championship.
Nel 2007-2008 gli Hatters, penalizzati di 10 punti in campionato per problemi economici, si classificano all'ultimo posto in Football League One, retrocedendo così in Football League Two. Iniziata la stagione 2008-2009 con 30 punti di penalizzazione per ulteriori inadempienze finanziarie la squadra non è riuscita nell'impresa di restare nella categoria: pur realizzando un monte gare da media classifica la compagine non è riuscita a staccarsi dall'ultimo posto chiudendo alle spalle del Chester, anch'esso retrocesso, a 26 punti. Durante la stagione il club si è comunque aggiudicato per la prima volta la English Football League Trophy, superando in finale lo Scunthorpe Utd.
Retrocesso in National League, la quinta serie calcistica inglese, per la prima volta dalla sua fondazione, il club ha dovuto attendere cinque anni per una nuova promozione, ottenuta dopo tre finali di play-off perse, nel 2014.
Nel 2019 la squadra è tornata dopo dodici anni in Football League Championship, la seconda divisione nazionale, dopo aver ottenuto una doppia promozione nel biennio 2017-2019. La prima stagione in Championship dopo dodici anni vide il Luton sventare la retrocessione solo all'ultima giornata, ma negli anni successivi la squadra è riuscita a migliorare i propri piazzamenti, fino a raggiungere la promozione in prima divisione, a 31 anni di distanza dall'ultima apparizione, nella stagione 2022-2023. Il Kenilworth Road, dunque, diviene lo stadio più piccolo mai utilizzato in massima serie inglese e, per via di alcuni ritardi nei lavori di adeguamento, il Luton ha chiesto e ottenuto il rinvio della sua prima partita in casa, contro il Burnley, dal 19 agosto 2023 al 3 ottobre seguente.
L'esordio degli Hatters nella nuova stagione avviene il 12 agosto, contro il Brighton in trasferta, contro una squadra sorpresa della stagione precedente (qualificazione in Europa). Il match termina 4-1 per i Seagulls, con l'unica rete degli ospiti siglata su rigore da Morris, che mette a referto il momentaneo 1-2. Il 29 settembre viene eliminato in Coppa di Lega dall'Exeter City per 1-0. Invece, in FA Cup, gli Hatters avanzano fino al quinto turno, eliminando prima il Bolton e poi l'Everton. Vengono eliminati dal Manchester City per 2-6. La stagione 2023-2024 si conclude con un'immediata retrocessione in seconda divisione, a cui nella stagione 2024-2025 fa seguito una seconda retrocessione consecutiva.

## Colori e simboli

### Colori
I colori della maglia del Luton Town sono l'arancione e il blu.

## Strutture

### Stadio
La squadra disputa le partite casalinghe allo stadio Kenilworth Road, sede del club fin dal 1905.

## Allenatori
- John McCartney (1927-1929)
- George Kay (1929-1931)
- George Martin (1939-1947)
- Syd Owen (1959-1960)
- Sam Bartram (1960-1962)
- Jack Crompton (1962)
- Bill Harvey (1962-1964)
- Allan Brown (1966-1969)
- Alec Stock (1969-1972)
- Harry Haslam (1972-1978)
- David Pleat (1978-1986)
- John Moore (1986-1987)
- Ray Harford (1987-1990)
- David Pleat (1991-1995)
- Terence Westley (1995)
- Lennie Lawrence (1995-2000)
- Ricky Hill (2000)
- Lil Fuccillo (2000-2001)
- Mick Harford (2001-2003)
- Mike Newell (2003-2007)
- Kevin Blackwell (2007-2008)
- Mick Harford (2008-2009)
- Alan Neilson (2009) (interim)
- Richard Money (2009-2011)
- Alan Neilson (2012) (interim)
- Alan Neilson (2013) (interim)
- Nathan Jones (2016-2019)
- Mick Harford (2019) (interim)
- Graeme Jones (2019-2020)
- Mick Harford (2020) (interim)
- Nathan Jones (2020-2022)
- Mick Harford (2022) (interim)
- Rob Edwards (2022-2025)
- Matt Bloomfield (2025-in carica)

## Palmarès

### Competizioni nazionali
- Coppa di Lega inglese: 1

1987-1988
- Campionato inglese di seconda divisione: 1

1981-1982
- Third Division South: 1

1936-1937
- Football League One: 2

2004-2005, 2018-2019
- Campionato inglese di quarta divisione: 1

1967-1968
- National League: 1

2013-2014
- Football League Trophy: 1

2008-2009

### Competizioni regionali
- Bedfordshire Senior Cup: 10

1896-1897, 1898-1899, 1901–1902, 1903-1904, 1905-1906, 1943-1944, 2011-2012, 2017-2018, 2022-2023

## Statistiche
Alla stagione 2025-2026 il club ha partecipato ai seguenti campionati nazionali:
| Livello | Categoria                                              | Partecipazioni | Debutto   | Ultima stagione | Totale |
| ------- | ------------------------------------------------------ | -------------- | --------- | --------------- | ------ |
| 1º      | First Division / Premier League                        | 17             | 1955-1956 | 2023-2024       | 17     |
| 2º      | Second Division / Football League Championship         | 38             | 1897-1898 | 2024-2025       | 38     |
| 3º      | Third Division / Second Division / Football League One | 32             | 1920-1921 | 2025-2026       | 32     |
| 4º      | Fourth Division / Third Division / Football League Two | 9              | 1965-1966 | 2017-2018       | 9      |
| 5º      | Conference League / National League                    | 5              | 2009-2010 | 2013-2014       | 5      |

## Tifoseria

### Gemellaggi e rivalità
La rivalità più sentita dalla tifoseria arancio-blu è quella con il Watford, originata dalla vicinanza fra le due località (distanti circa mezz'ora di auto l'una dall'altra).

## Organico

### Rosa 2025-2026
Aggiornata al 13 agosto 2025
| N. |                        | Ruolo | Calciatore         |
| -- | ---------------------- | ----- | ------------------ |
| 1  | Inghilterra (bandiera) | P     | James Shea         |
| 2  | Inghilterra (bandiera) | D     | Reuell Walters     |
| 3  | Giamaica (bandiera)    | D     | Amari'i Bell       |
| 4  | Galles (bandiera)      | D     | Tom Lockyer        |
| 5  | Danimarca (bandiera)   | D     | Mads Juel Andersen |
| 6  | Irlanda (bandiera)     | C     | Mark McGuinness    |
| 7  | Inghilterra (bandiera) | C     | Victor Moses       |
| 8  | Norvegia (bandiera)    | C     | Thelo Aasgaard     |
| 9  | Inghilterra (bandiera) | A     | Carlton Morris     |
| 10 | Inghilterra (bandiera) | A     | Cauley Woodrow     |
| 11 | Inghilterra (bandiera) | A     | Elijah Adebayo     |
| 13 | Zimbabwe (bandiera)    | C     | Marvelous Nakamba  |
| 14 | Paesi Bassi (bandiera) | A     | Tahith Chong       |
| 15 | Inghilterra (bandiera) | D     | Teden Mengi        |

| N. |                         | Ruolo | Calciatore           |
| -- | ----------------------- | ----- | -------------------- |
| 16 | Inghilterra (bandiera)  | D     | Reece Burke          |
| 17 | RD del Congo (bandiera) | C     | Pelly Ruddock Mpanzu |
| 18 | Inghilterra (bandiera)  | C     | Jordan Clark         |
| 19 | Scozia (bandiera)       | C     | Jacob Brown          |
| 20 | Inghilterra (bandiera)  | C     | Liam Walsh           |
| 21 | Bermuda (bandiera)      | A     | Nahki Wells          |
| 24 | Belgio (bandiera)       | P     | Thomas Kaminski      |
| 25 | Galles (bandiera)       | A     | Joe Taylor           |
| 26 | Grenada (bandiera)      | C     | Shandon Baptiste     |
| 27 | Giappone (bandiera)     | D     | Daiki Hashioka       |
| 29 | Inghilterra (bandiera)  | D     | Tom Holmes           |
| 37 | Inghilterra (bandiera)  | C     | Zack Nelson          |
| 38 | Inghilterra (bandiera)  | D     | Joe Johnson          |
| 45 | Inghilterra (bandiera)  | C     | Alfie Doughty        |